# Ceryx morobeensis
Ceryx morobeensis är en fjärilsart som beskrevs av Obraztsov 1957. Ceryx morobeensis ingår i släktet Ceryx och familjen björnspinnare. Inga underarter finns listade i Catalogue of Life.